# 스트리트 파이터: 전설의 귀환
영화 스트리트 파이터: 전설의 귀환는 일본의 아케이드 게임 스트리트 파이터를 원작으로 2014년 개봉된 영국 영화이다. 스트리트 파이터를 영화 및 만화로 제작한 작품 중에서 가장 원작에 가까운 내용이라는 평가를 받고 있다.

## 줄거리
고우켄의 수하에서 전설의 암살권법인 풍림화산권의 수련을 하고 있는 두 수련생인 류와 켄이 있다. 이 둘은 풍림화산류 오의 승룡권과 용권선풍각을 익히고 있었다. 하지만 그들이 진짜로 배우고 싶어하는 것은 이런 오의가 아니라 풍림화산류 궁극오의인 파동권이었다. 파동권은 승룡권이나 용권선풍각과는 달리 장풍이기 때문에 아무나 배울 수 없는 비오의였다. 류는 아무 불만없이 수련하고 있었으나 켄은 하루라도 빨리 궁극오의 파동권을 배우고 싶어했다.
고우켄의 입장은, 류와 켄이 아직 권법이 무르익지 않아서 승룡권과 용권선풍각을 매우 능수능란하게 구사할 줄 알면 그 다음에 파동권을 전수해 줄 생각이었다.
그러던 어느 날 고우켄이 잠시 자리를 비우고 사찰에는 켄 혼자 남게 되었다. 켄은 우연한 기회에 숨겨져 있던 '살의의 파동' 비전서를 발견하게 되었으며 그 살의의 파동 비전서를 읽는다. 살의의 파동은 지나치게 위험한 비전인 탓에 고우켄의 동생인 고우키가 살의의 파동을 익히자마자 살의의 파동에 현혹당해서 스승을 살해한 뒤 어디론가 행방불명되었다. 켄은 스승인 고우켄을 믿고 파동권을 가르쳐줄 때까지 다른 오의들을 열심히 익히느냐, 제 멋대로 살의의 파동을 익히느냐의 갈림길에 놓여 있다.
이 때 위기가 닥쳐오는데, 켄이 살의의 파동 비전서를 읽은 탓에 살의의 파동 비전서가 내뿜는 살기를 느낀, 행방불명되었던 고우키가 다시 나타나서 사찰로 찾아오기 시작한다.